# Conservula
Conservula là một chi bướm đêm thuộc họ Noctuidae.

## Các loài
- Conservula alambica Gaede, 1915
- Conservula ancillottoi (Berio, 1978)
- Conservula anodonta (Guenée, 1852)
- Conservula anthophyes (Fletcher, 1963)
- Conservula cinisigna Joannis, 1906
- Conservula clarki Janse, 1937
- Conservula comoriensis (Viette, 1979)
- Conservula furca (Fletcher, 1961)
- Conservula indica (Moore, 1867)
- Conservula malagasa Gaede, 1915
- Conservula minor Holland, 1896
- Conservula rosacea (Saalmüller, 1891)
- Conservula scriptura (Rougeot & Laporte, 1983)
- Conservula simillima Berio, 1966
- Conservula sinensis Hampson, 1908
- Conservula subrosacea (Viette, 1958)
- Conservula v-brunneum (Guenée, 1852)